# 夏氏府第
夏氏府第，位于中华人民共和国浙江省嘉兴市桐乡市梧桐街道，是浙江省省级文物保护单位之一。
2017年1月19日，夏氏府第被列入第七批浙江省文物保护单位，该文物保护单位是一座古建筑。